# Terry Glaze
Terrence Lee Glaze, detto Terry, noto anche semplicemente come Terrence Lee (Columbus, 29 novembre 1964), è un cantante statunitense, noto per essere stato uno dei fondatori del gruppo musicale Pantera. In seguito alla sua dipartita, fondò i Lord Tracy, un gruppo pop metal con il quale non ottenne un grande successo, anche a causa del prematuro scioglimento. Dal 2004 è impegnato nella reunion dei Lord Tracy.

## Biografia
Originario dell'Ohio, nel 1981 si unì ai fratelli Darrell e Vincent Abbott fondando i Pantera. Inizialmente Terry suonava la chitarra assieme a Darrell, Vinnie la batteria e c'erano Donnie Hart alla voce e Tommy Bradford al basso.
Nel 1982 venne rivoluzionata la formazione: Hart e Bradford se ne andarono, Terry divenne il cantante e venne assoldato Rex Brown al basso. Il gruppo pubblicò così Metal Magic (1983), album d'esordio prodotto da Jerry Abbott, il padre dei fratelli Vinnie e Darrell.
Con Terry, i Pantera suonavano un heavy metal con evidenti elementi glam, principalmente influenzato da Kiss e Van Halen. Dal secondo disco, Projects in the Jungle (1984), vennero incorporate anche influenze dei Judas Priest, avvertibili in brani come "Out For Blood" e "Killers". La voce di Terry era, perlopiù, acuta, sullo stile di Paul Stanley e Rob Halford.
Terry lasciò i Pantera nel 1986 per divergenze musicali, poiché gli altri membri volevano irrobustire il loro sound in disaccordo con lui. L'ultimo disco registrato con il gruppo fu I Am the Night, pubblicato nel 1985: il cantante lasciò dunque il posto a David Peacock, che militò nel gruppo per pochissimo tempo, abbandonandolo con l'arrivo di Phil Anselmo. La separazione fu comunque amichevole e Terry rimase ottimo amico di Darrell, Vinnie e Rex, e fu presente ai funerali di Darrell nel 2004.
Dopo aver lasciato i Pantera, Terry suonò in una band pop metal chiamata Lord Tracy in cui militò fino al suo scioglimento, nel 1991. Glaze prese parte alla loro riunione nel 2004, ritornando in attività. Nel maggio 2006 ha pubblicato un disco solista chiamato 1971. Attualmente vive nel Maryland con la moglie e i due figli.

## Discografia

### Da solista
- 2006 - 1971

### Con i Pantera
- 1983 - Metal Magic
- 1984 - Projects in the Jungle
- 1985 - I Am the Night

### Con i Lord Tracy
- 1989 Deaf Gods of Babylon
- 2004 Cull None
- 2004 Live
- 2005 Lord Tracy 4
- 2008 Porn Again

### Altro
- 2000 - The Crayfish - I Wish You Were Dead
- 2001 - Mike & Terry - Eyeball
- 2002 - Wondermilk - Salman Khan is Half Full
- 2002 - The Crayfish - Red
- 2002 - Mike & Terry - March
- 2003 - Mike & Terry - Love Butcher
- 2003 - Mike & Terry - Battle for The Universe